# 黄锡璆
黄锡璆（1941年5月19日—），籍贯广东梅县，东南大学和鲁汶天主教大学毕业，中国共产党党员，中国大陆建筑学家、北京建筑工程学院、北京工业大学、东南大学兼职教授。黄锡璆是国际建筑师协会、美国建筑师协会、中国建筑学会会员。

## 生平
1941年5月19日，黄锡璆出生在荷属东印度（今印度尼西亚）的华侨家庭。1957年，16岁的黄锡璆迁居中国大陆。1957，黄锡璆入读南京市第五中学。1959年9月，黄锡璆考入南京工学院建筑系（今东南大学建筑学院），1964年8月取得学士学位。1984年2月，政府公费派遣黄锡璆去比利时鲁汶天主教大学学习，1988年2月取得建筑学（医院建筑规划设计）博士学位。黄锡璆是中国机械工业集团旗下的中国中元国际工程有限公司医疗首席总建筑师。

## 贡献
2003年，北京市“非典”（SARS）爆发之后，62岁的黄锡璆手绘出小汤山医院的图纸。2020年1月，湖北省武汉市爆发新型冠状病毒疫情之后，79岁的黄锡璆主动请缨抗击疫情，后来出任火神山医院技术专家组组长。

## 奖项
- 2014年、第六届“梁思成建筑奖”。[2][6]